# Гарантия на автомобиль
Гарантия на автомобиль — обязательства завода-изготовителя производить ремонт или замену детали, имеющей заводской дефект, в течение оговорённого гарантийного срока.
Информация об условиях гарантии на автомобиль прописываются в сервисной книжке.

## Условия предоставления гарантии

### Срок
Течение срока гарантии начинается с даты передачи автомобиля владельцу (первому розничному покупателю) по акту.
Гарантия ограничивается либо сроком в N месяцев, либо M километров пробега, иногда с условием «в зависимости от того, что наступит быстрее».
Срок гарантии различиется в зависимости от угла/ агрегата.

### Место техобслуживания
Достаточно часто в условия сохранения гарантии включаются требование производить периодическое техническое обслуживание автомобиля. Часто это обслуживание требуют проводить на строго установленных станциях техобслуживания, что незаконно в России.

### Исключения из гарантии
Гарантия не распространяется на большинство расходных материалов, а также на ряд иных ситуаций:
- повреждения в результате природных явлений;
- повреждения в результате аварий.

## Аннуляция гарантии
Действие гарантии может быть аннулировано в случае, если:
- поломка произошла по вине владельца, не соблюдавшего правила эксплуатации (например, перегрузка, использование на некачественных дорогах или вне допустимых температур и т. д.), это должен подтвердить эксперт, нанятый производителем за свой счет, по умолчанию причиной поломки считается брак производителя в течение гарантийного срока[2];
- в конструкцию автомобиля были внесены изменения, не предусмотренные изготовителем, или изменения были выполнены без соблюдения технических требований изготовителя, только если производитель докажет , что такие изменения привели к поломке.
- техобслуживание вне сервиса, неродные детали и иное не являются поводом для отказа в гарантийном ремонте- только если производитель(дилер) докажет причинно-следственную связь с последующей поломкой.